# Paul-Louis Cyfflé
Paul-Louis Cyfflé est un sculpteur et céramiste originaire des Pays-Bas méridionaux (actuelle Belgique) né à Bruges le 6 janvier 1724 et mort à Ixelles le 24 août 1806. 

## Biographie

### Origines familiales

#### Grands-parents et arrière-grands-parents

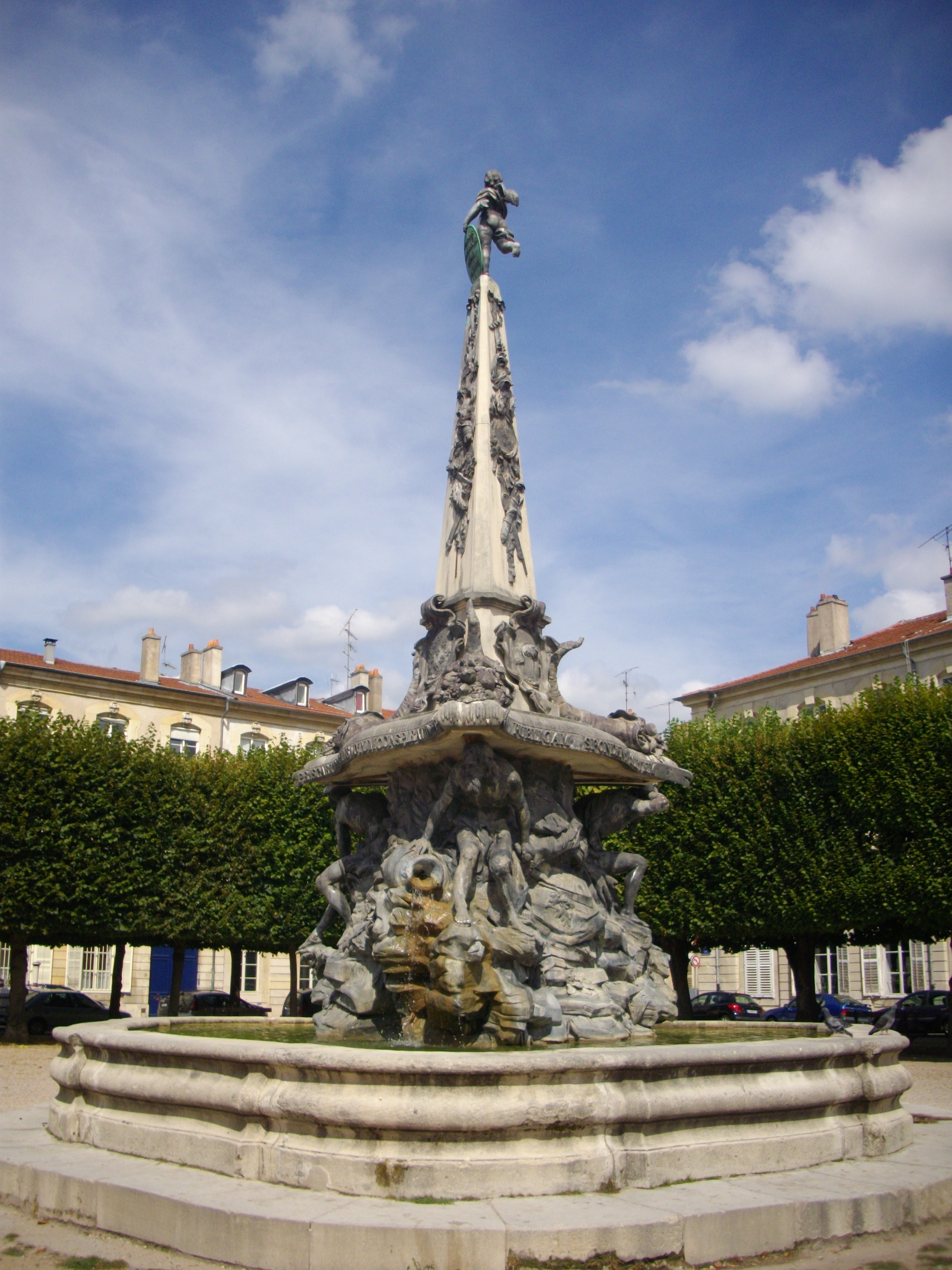
Fontaine de la place d'Alliance à Nancy.

Le grand-père de Paul-Louis Cyfflé était Louis Cyfflé, né dans le village de Feluy, en Hainaut, entre 1660 et 1665, fils de Guillaume Chifflet et de sa femme Alardine. La seule mention connue des parents de Louis figure dans l'acte de dévolution successorale de celui-ci, dressé à Bruges en 1741. Il semble cependant que les origines familiales des Chifflet - ou autres orthographes du nom - ne soient pas à trouver à Feluy, car dans les registres paroissiaux, conservés à partir de 1666, ou dans les archives du greffe de ce village, on ne retrouve la trace d'aucun Chifflet. L'identification de la femme de Guillaume Chifflet est d'ailleurs déjà fort imprécise : Alardine est peut-être son nom plutôt que son prénom, voire une déformation de son nom, imaginée par un scribe brugeois essayant d'acter un tel nom, fort inusuel en pays flamand. Le nom Chifflet donné dans l'acte de dévolution successorale de 1741 résulte peut-être également d'une interprétation du nom de Guillaume Escliffet ou Scliffet, interprétation influencée par le nom de la célèbre famille Chifflet certainement connue à Bruges par les personnes cultivées. Il ne s'agit-là cependant que d'hypothèses.           
Louis Cyfflé vint s’établir à Bruges vers 1690 et y mourut le 21 janvier 1741.
Il épousa à Bruges en 1693 Anne-Thérèse Heldewijs (Bruges, 1673-1744). À cette occasion, il prit la bourgeoisie de Bruges. Sa femme appartenait à une famille brugeoise dont bon nombre de membres étaient actifs dans le secteur de la construction. Louis Cyfflé fut hôtelier et était propriétaire en 1705 de l’hostellerie Den Gouden Beer (« À l’Ours d’Or »). Le couple eut quatorze enfants. Par son mariage, Louis Cyfflé devenait membre d’une famille bourgeoise bien implantée à Bruges par ses nombreuses ramifications. À son décès, Louis Cyfflé senior était propriétaire de « l’Ours d’Or » (den Gouden Beer) et de deux autres immeubles sis également dans la rue Courte d’Argent (Korte Zilverstraat), rue située à quelques pas de la Grand-Place de Bruges. Il avait également des économies investies dans des rentes immobilières.

#### Parents
Paul-François Cyfflé, fils aîné de Louis Cyfflé et d’Anne Heldewijs, naquit à Bruges le 20 mai 1698 et mourut à Oostcamp le 4 juillet 1750. Il épousa en 1722 Marie-Anne De Pape (Bruges, 1696-1741), fille de l’orfèvre Pierre De Pape (mort en 1696) et de Barbara Allaert (morte en 1714), qui se remaria à l’orfèvre Jacques Jaquemin.
Les époux Cyfflé-De Pape eurent six enfants, Paul-Louis (1724-1806), François-Louis (1725-1751), Marie-Anne (°1726), Nicolas-François (1727-1807), Charles (1729-1737) et un enfant mort-né en 1731. Paul-Louis, François et Nicolas survécurent à leurs parents. Seul Paul-Louis eut des fils, qui n’eurent cependant pas de descendance du nom, ce qui entraîna la fin des Cyfflé brugeois. Après la mort de Marie-Anne De Pape, Paul-François convola avec Constance De Baecke, d’Oostcamp, avec qui il eut encore quatre enfants. Veuve, celle-ci se remaria au forgeron et aubergiste François Coppens. Elle mourut en 1756.
Suivant en cela la profession d’orfèvre du père et du beau-père de sa femme, Cyfflé fut également orfèvre. Seules quelques pièces d’argenterie de sa production nous sont connues. Il est resté un simple artisan et l’exercice de sa profession ne l’a pas enrichi.

### Jeunesse
Paul-Louis Cyfflé sera celui qui fera le plus connaître le nom des Cyfflé. Alors âgé de quinze ans, il suivit des cours à l’Académie brugeoise des Arts sous la direction du peintre Matthias de Visch (1701-1765) et du sculpteur Jean Van Hecke (1699-1777). À ses dix-sept ans, il quitta Bruges pour aller à Paris, chez un oncle maternel qui y était orfèvre. Ente 1745 et 1748, il partit pour Nancy et Lunéville, à la cour ducale. Il y fut compagnon de Barthélemy Guibal (1699-1757), le sculpteur lorrain le plus connu de son temps.
Le 7 janvier 1751, Cyfflé épousa Catherine Marchal (1728-1795), la fille du facteur d’orgues et organiste de la paroisse Saint-Epvre Joseph Marchal (mort en 1767) et d’Anne Cousson. Ils eurent huit enfants : Stanislas-Thomas (né en 1751), Joseph (1752–après 1785), François-Paul (1753-1756), un enfant mort-né (1755), François-André (1756-1830), Jean-Paul-Victor (1758-1759), un autre enfant mort-né (1762) et Louis-Paul-Nicolas (1767- après 1794). Trois des fils, peut-être quatre, atteignirent l’âge adulte. Le roi Stanislas avait accepté d'être le parrain du premier enfant de Paul-Louis.

### Sculpteur en Lorraine
Barthélemy Guibal unit son talent à celui de son plus brillant élève et collaborateur Paul-Louis Cyfflé pour réaliser l'imposante statue du roi de France, gendre de Stanislas, édifiée au centre de la place Royale de Nancy (actuelle place Stanislas). Mais en 1755, Cyfflé entra en conflit avec Guibal pour savoir qui était à l'origine de la statue de Louis XV. 
Peu de temps après les travaux, Guibal meurt le 5 mai 1757, dans une situation de fortune assez précaire et en laissant sept enfants mineurs. Malgré son différend avec Guibal, Cyfflé témoigna de son amitié conservée en acceptant la charge de curateur.
À la mort de Guibal, Cyfflé devint sculpteur ordinaire du duc Stanislas. 
On lui doit les statues qui ornent la fontaine de la place d'Alliance de Nancy.

### Laterre de Lorraine
La Lorraine avait une tradition de production de faïence à base d’argile, ou de ce qui était nommé la terre de pipe dite « terre de Lorraine ». La famille Chambrette faisait partie des producteurs principaux. Elle produisait des objets d’un beau blanc brillant, comparable à de la porcelaine. En 1730, Jacques Chambrette fonda une fabrique à cet effet, la  Faïencerie de Lunéville. En 1758, il établit à Saint-Clément une autre fabrique avec l’ambition de produire de la porcelaine en terre de Lorraine. Cependant, il mourut inopinément et ses héritiers vendirent la fabrique nouvellement créée.
La vente publique en eut lieu le 5 février 1763. Cyfflé et deux associés furent les plus hauts enchérisseurs. Il y eut cependant des différends entre les trois associés et Cyfflé résolut de vendre sa part. Début 1765, il fut fin prêt avec sa propre faïencerie. Sa production était d’une telle qualité qu’elle ne pouvait être distinguée de la porcelaine. Bien évidemment, il devait se méfier des soupçons et de la vigilance des fabricants de porcelaine véritable, mais il avait pour lui les contrôleurs officiels. Après quelque temps, en 1768, il obtint de Louis XV le privilège d'ouvrir une faïencerie à Lunéville. Cyfflé se focalisa alors sur la production de figurines et de statuettes.
Le principal collaborateur de Cyfflé était son fils Joseph. À son apogée, la fabrique comptait 25 collaborateurs. Parmi eux se trouvaient deux modeleurs, sept retoucheurs, un garnisseur pour les fleurs et les autres détails, un responsable pour les fours, ainsi que des élèves et des assistants. Cyfflé était le principal modeleur et veillait à la finition des objets de ses collaborateurs. Ainsi, les moules y furent façonnés et les statuettes y furent cuites au four. C’est pour cette activité, qu’il n’exerça cependant qu’une dizaine d’années, que Cyfflé acquit une durable notoriété internationale.

### La production de la Manufacture royale de Cyfflé
La célébrité de Cyfflé lui fut acquise parce qu'il produisait des objets de grande qualité. Ses statuettes et groupes étaient des chefs-d’œuvre de sculpture raffinée. Avec lui, il ne fallait pas s’attendre à des objets risibles ou grossiers tels qu’on pouvait les avoir dans les fêtes foraines ou par des colporteurs. Ses productions étaient destinées à des amateurs fortunés qui les plaçaient dans leur salon, en vitrine ou sur le manteau de la cheminée. Tant pour ses personnages que pour ses groupes, Cyfflé maitrisait à la perfection leur présentation.

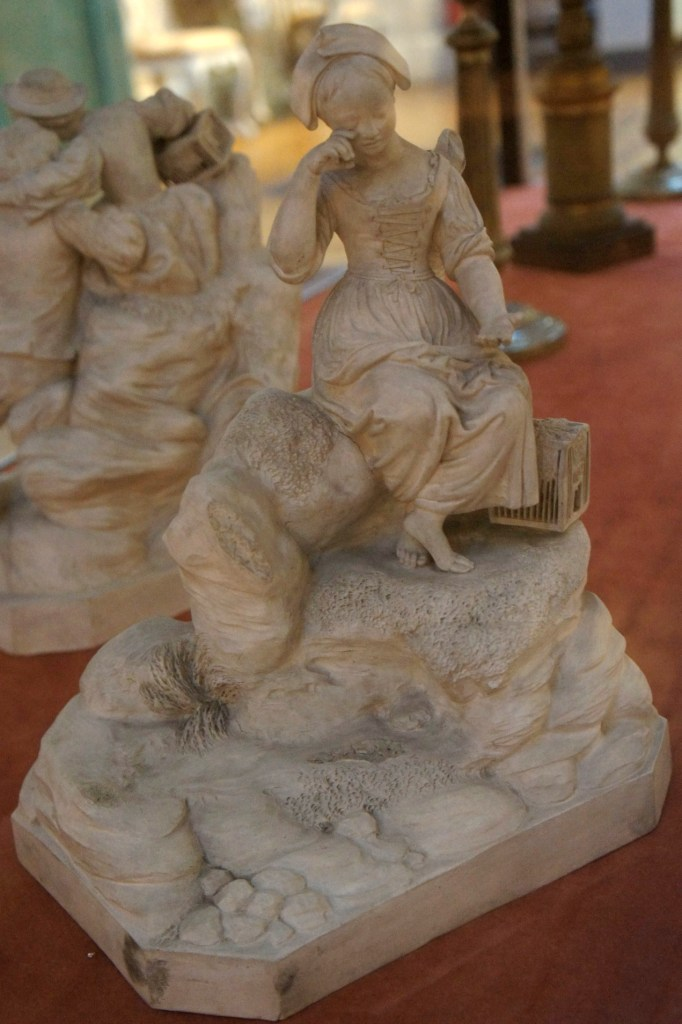
L'Oiseau libre, faïence, Châlons-en-Champagne, musée des Beaux-Arts et d'Archéologie.

Une première série de statuettes présentait des petits métiers. Entre autres, le colporteur, le ramoneur, le chaudronnier, le réparateur de faïence de porcelaine, la chanteuse de rue et les musiciens de rue, le vendeur de scapulaires et de chapelets, les poissonnières, les tripières, le boucher, le ferrailleur, le rémouleur, en un mot tous les métiers qui offraient leurs produits ou vantaient leurs services à grands cris sur les places et dans les rues. Il s’agissait de représentations des classes populaires appréciées par des amateurs des classes bourgeoise et aristocratique de cette époque. Tous ces objets rayonnaient d’une fraicheur populaire qui les distinguait complètement des autres objets en porcelaine à l’aspect beaucoup plus solennel.
Une autre série présente des saynètes liées à l’amour et à l’érotisme, avec des petits couples d’amoureux, ou des scènes bucoliques ou idylliques. Il s’agissait d’une figuration en trois dimensions de ce que le lecteur retrouvait dans les romans à succès du XVIIIe siècle.
Il y avait aussi des portraits. De nombreuses importantes personnalités furent représentées en buste ou en pied. Notamment les rois et les princes, tels Louis XVI et Marie-Antoinette, mais surtout le populaire roi Stanislas Ier, qui régnait à Nancy et à Lunéville. Les grands intellectuels et vedettes du temps furent également figurés, comme Rousseau, Voltaire et Montesquieu.
La mythologie fut aussi à l’honneur. Celui qui était un peu instruit connaissait les nombreuses histoires de la mythologie grecque, souvent représentée dans les théâtres ou chantées dans les chambres de rhétorique. Cyfflé modela des couples mythologiques célèbres : Pyrame et Thisbé, Renaud et Armide, Vénus et Adonis, Léda et le Cygne, Hercule et Omphale. Par ces figurations d’histoire ancienne, des événements controversés du temps étaient ainsi traités. Des scènes allégoriques furent aussi créées : Les Quatre Saisons, Les Arts et les Sciences, Les Muses, La Peinture, L’Architecture, L’Astronomie, etc. 
Cyfflé trouva aussi son inspiration dans l’Émile de Jean-Jacques Rousseau ou dans les pièces de théâtre à succès. Les pièces lyriques de Rameau, Lully, Favart furent représentées par des sculptures de groupes.
Parfois le climat politique du temps était abordé. Une statuette d’Henri IV suggérait, pour les intellectuels du XVIIIe siècle, le monarque éclairé idéal, l’apôtre de la tolérance. Une figuration d’Henri IV avec son ministre protestant Sully était une déclaration politique impliquant que Louis XIV soit rejeté et appelant Louis XVI à s’inspirer de son lointain ancêtre. Celui qui exposait Henri IV et Sully dans une vitrine montrait qu’il était opposé à l’absolutisme et en faveur d’une monarchie éclairée. Un autre message politique était donné par le Bélisaire, le fidèle serviteur confronté à l’ingratitude de son souverain. La critique était adressée à Louis XV.
Le spécialiste Edmond Marchal (1833-1916) a apprécié l’œuvre de Cyfflé : « Il saisit la nature sur le vif – un réalisme populaire – un talent plein de feu - une observation profonde – la pureté des formes s’allie à la finesse du détail ». Même si la qualité de son travail fut reconnue, Cyfflé n’en acquit pas une réelle aisance. Après la mort du roi Stanislas en 1766, la Lorraine ne fut plus qu’une modeste province française. En fait, Cyfflé était venu vingt ans trop tard. Pour que des objets de luxe aient du succès, il fallait le soutien d’un monarque et de sa cour. La bourgeoisie n’achetait ces inutiles bibelots qu’à l’imitation des classes supérieures auxquelles elle voulait se frotter. Mais à partir de 1766, cette motivation se fit plus rare. Cyfflé se rendit compte peu à peu que la fin était en vue. À partir de 1777, sa production ralentit pour s’arrêter complètement en 1779. La fermeture de sa fabrique signifiait la fin de la carrière d’industriel et d’artiste de Cyfflé. Il vivra encore trente ans, mais il ne réalisa plus rien de bien marquant.

### La liquidation à Lunéville
Cyfflé revient dans les Pays-Bas autrichiens en 1777. Il avait décidé d’en finir définitivement à Lunéville mais il n’en laissa rien paraître parce qu’il fut encore reçu solennellement en 1778 à l’Académie des sciences et belles-lettres de Nancy qui lui remit un prix.
Sa femme et son fils Joseph restèrent à Lunéville afin de régler la liquidation dans les meilleures conditions possibles. En avril 1780, ils vendirent une ferme près de Château-Salins, pour 22 600 livres lorraines. Une belle vente semblait-il, mais l’acheteur eut peine à payer ; la récupération de la somme n’était pas encore clôturée lorsque Cyfflé mourut 26 ans plus tard.
L’actif le plus important à valoriser était les moules et les modèles constitués au fil des années et qui pouvaient être réutilisés par des confrères. Les acheteurs ne furent pas nombreux car d’autres producteurs avaient dû fermer leurs portes. Cependant, il en restait encore quelques-uns à Toul-Bellevue, Niderviller et Saint-Clément. Ils achetèrent les moules et produisirent encore longtemps des figurines « à la Cyfflé ». C'est ainsi que des moules furent utilisés par la faïencerie de Niderviller. 
En novembre 1783, la femme de Cyfflé vendit un moulin et, en août 1784, la demeure et l’atelier. Cela rapporta 10 000 livres de Lorraine et avec cette somme, Cyfflé put rembourser ses dettes et contracter d’autres emprunts.

### Retour aux Pays-Bas autrichiens
Lorsqu’au printemps 1777, Cyfflé arriva à Bruxelles, il fit des efforts pour être présenté au gouverneur-général Charles-Alexandre de Lorraine (1712-1780). Ce ne fut pas simple. Somme toute, celui-ci appartenait à la famille qui, en son temps, pour des raisons politiques, avait dû, contraint et forcé, abandonner la Lorraine.
Il n’est donc pas certain qu’il ait réussi à obtenir une audience du prince et à rentrer dans ses bonnes grâces. Celui-ci avait d’ailleurs établi une fabrique de porcelaine et de céramique à Tervueren et n’avait vraisemblablement pas besoin d’un nouveau collaborateur. 
Cyfflé s’adressa à l’Administration centrale à Vienne et écrivit à l’automne 1778 une supplique à l’impératrice pour être recommandé à son beau-frère à Bruxelles.

### Retour à Bruges
Comme la réussite n’était pas au rendez-vous à Bruxelles, Cyfflé songea à retourner à Bruges. Une première commande lui donna de l’espoir. L’architecte provincial Henri Pulinx junior (1724-1787), de la même génération que lui, lui passa en 1777 une commande de quatre médaillons en biscuit pour la chaire de vérité de l’église Saint-Sauveur. Mais Cyfflé ne réussit pas à livrer la commande dans les délais requis.
Cyfflé voulut par ailleurs fonder un atelier pour la faïence et la céramique qui serait la continuation de celui de Lunéville. Il introduisit une demande pour laquelle il obtint une autorisation en février 1779. Il demanda alors à la Ville de Bruges de lui mettre un local à sa disposition. Un bâtiment lui fut offert à la rue de Jérusalem mais il ne fut pas agréé par Cyfflé.
Finalement, il quitta Bruges.

### À Hastière-Lavaux
Après son échec brugeois, Cyfflé partit pour Hastière-Lavaux, dans le comté de Namur. Il dut attendre 1783 pour obtenir une autorisation d’y établir un atelier. Il se mit à la tâche avec sa femme et son plus jeune fils Louis. Sans succès. Les temps révolutionnaires qui s’annonçaient n’étaient pas favorables au type de production voulue par Cyfflé. Sa demeure et son atelier, un ancien moulin établi le long du Féron, situé au n° 17 de l'actuelle rue Larifosse à Hastière-Lavaux, furent pillés tant par les troupes autrichiennes que par les patriotes. Il quitta alors le village pour retourner à Bruxelles.

### Dernières années à Bruxelles
Cyfflé vint habiter à Ixelles, près de Bruxelles, aux alentours de 1791. Il y vivra encore une quinzaine d’années. Avec lui, dans la même maison, vivaient sa femme et la sœur de celle-ci et également, ou dans une maison proche, son fils aîné François-André et sa femme. Son frère Nicolas vivait également à Bruxelles mais leur entente n’était plus ce qu’elle fut.
Paul-Louis se mit immédiatement au travail et produisit un certain nombre de médailles avec l’effigie de son ancien protecteur le roi Stanislas. Il les vendait six francs pièce. Il est dit aussi qu’il fit encore quelques figurines en faïence à la « Faïencerie d’Etterbeek ». C’est fort possible mais aucune trace n’en a été trouvée. 
Le 25 août 1798, au mariage à Bruxelles du peintre Pierre De Glimes, il fut témoin des mariés, preuve qu'il se mêlait toujours au monde artistique bruxellois de l'époque.
Sa femme, Catherine Marchal, mourut à Ixelles le 20 janvier 1795. La sœur de celle-ci, Anne Barbe Marchal (1719-1802) y mourut aussi, et Cyfflé la suivit dans la tombe dans la même commune le 24 août 1806.
Enfin, Paul-Louis Cyfflé, bien qu'ayant été sujet de l'Empereur Napoléon, et l'étant encore à son décès, ne peut cependant pas être qualifié de sculpteur français conformément à la législation française elle-même.

### Postérité
Son fils, François-André Cyfflé, mort à Ixelles en 1830, avait, alors qu'il habitait à Gand, épousé à Bruxelles (paroisse Sainte-Gudule) le 24 avril 1786 Anne-Marie Vigoureux (1756-1826), originaire de la paroisse Saint-Paul à Paris et morte à Ixelles. Ils n'eurent pas d'enfant. François-André, qui était géomètre, avait notamment tracé en 1791 et 1792, entre les chaussées d'Ixelles et de Wavre, la rue Francart et la petite rue Francart (aujourd'hui nommée rue Saint-Boniface). En 1818, dans un acte de mariage, il est qualifié de juge de paix et résidant à Ixelles. Enfin, en 1823, à Ixelles, témoin au mariage de son lointain cousin Auguste Albert Berlant, François-André Cyfflé est qualifié de juge de paix résidant à Nivelles. En fait, François-André Cyfflé, jusqu'en 1822 juge de paix à Uccle, ignorait le néerlandais. C'est pourquoi, en 1823, il fut nommé à Nivelles.
Aucun renseignement n'est connu sur le sort de Stanislas-Thomas, ni sur celui de Joseph, qui avait été sculpteur et dont quelques œuvres ont été conservées. Louis fut correspondant pictural pour des opérations de guerre. Il fut un excellent peintre d'après son père, et il partit pour l'Autriche. Il semble que ces trois enfants de Paul-Louis Cyfflé moururent sans descendance, car ils ne sont pas mentionnés dans la succession de Paul-Louis Cyfflé en 1806 et parce que la succession de François-André Cyfflé fut dévolue à un lointain cousin nommé Auguste Berlant.
Aujourd'hui encore, ses statuettes restent appréciées des amateurs éclairés et sont régulièrement présentée lors d'expositions.
Une rue de Nancy porte son nom en hommage, tout comme à Lunéville, Saint-Clément et Toul. Un lycée des métiers Paul-Louis Cyfflé existe par ailleurs à Nancy dans la rue du même nom.